# Natalie Dessay

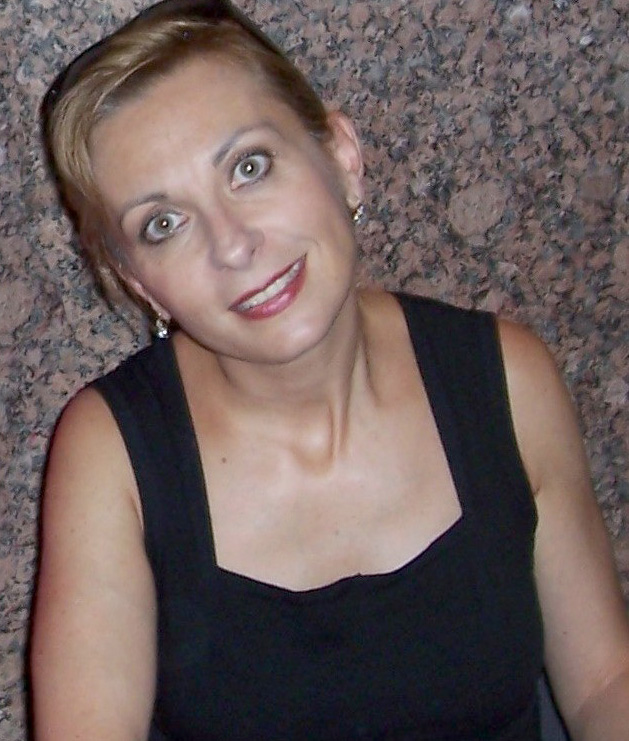
Natalie Dessay (2008)

Natalie Dessay (* 19. April 1965 in Lyon; eigentlich Nathalie Dessaix) ist eine französische Opernsängerin (Koloratursopran).

## Leben und Wirken
Dessay wuchs in Bordeaux auf. Ursprünglich wollte sie Tänzerin werden, studierte aber Schauspiel und Gesang am Konservatorium in Bordeaux. 1985 machte sie mit einem ersten Preis ihren Abschluss. 1989 gewann sie den zweiten Preis im erstmals abgehaltenen Concours des Voix Nouvelles und studierte dann weiter an der Pariser Oper.
1992 sang sie die Olympia in Hoffmanns Erzählungen an der Opéra Bastille (die Rolle sang sie auch z. B. in der Inszenierung zur Wiedereröffnung der Oper von Lyon 1993 und in ihrem Debüt am Teatro alla Scala). Im darauffolgenden Jahr hatte sie ihr erstes Engagement an der Wiener Staatsoper (Blondchen in der Entführung aus dem Serail).
1994 sang sie beim Festival von Aix-en-Provence die Königin der Nacht in Mozarts Die Zauberflöte, dirigiert von William Christie in der Inszenierung von Robert Carsen.
In der Saison 2001/2002 fiel sie krankheitsbedingt bei den meisten Vorstellungen an der Wiener Staatsoper aus. 2001 sang sie erstmals Donizettis Lucia di Lammermoor. Im Februar 2003 hatte sie ein erfolgreiches Comeback in Paris und an der Metropolitan Opera in New York. 2004 sang sie erstmals die Amina in La sonnambula von Bellini, und ihre konzertante Aufnahme aus Lyon 2006 erschien auch als CD. Ebenfalls 2004 sang sie erstmals die Manon von Massenet, die 2007 bei Virgin Classics erschien (mit Rolando Villazón).
2007 sang sie die Marie in Gaetano Donizettis La fille du régiment an der Wiener Staatsoper (Premiere). Erstmals sang sie 2009 die Violetta Valéry in der Traviata in Santa Fe unter der Leitung von Laurent Pelly und 2011 in Aix-en-Provence und Wien, 2012 an der Metropolitan Opera.
Im Juni 2013 kündigte Dessay in einem Interview an, dass sie sich bald von der Opernbühne zurückziehen und künftig nur noch als Schauspielerin auftreten werde. Als Begründung führte sie vor allem an, dass es für ihr Alter und ihr Stimmfach keine adäquaten Opernrollen mehr gebe. Ihren letzten Auftritt auf einer Opernbühne hatte sie im Oktober 2013.
Sie wandte sich seitdem verstärkt dem Chanson zu. 2013 erschien ihr Album Entre elle et lui (avec Michel Legrand). Ein gemeinsames Konzert mit Michel Legrand gab sie 2014 in der Orangerie des Schlosses von Versailles. Seit 2015 trat sie außerdem im Rahmen von Konzerten und Liederabenden auf. 2025 beendete sie mit einer Abschiedstournee endgültig ihre klassische Karriere.

## Privatleben
Natalie Dessay ist mit dem Bariton Laurent Naouri verheiratet. Sie haben zwei Kinder.

## Repertoire (Auswahl)
- Morgana, Alcina von Georg Friedrich Händel
- Fiakermilli, Arabella von Richard Strauss
- Zerbinetta, Ariadne auf Naxos von Richard Strauss
- Eine italienische Sängerin, Capriccio von Richard Strauss
- Sophie, Der Rosenkavalier von Richard Strauss
- Madame Herz, Der Schauspieldirektor von Wolfgang Amadeus Mozart
- Blonde, Die Entführung aus dem Serail von Wolfgang Amadeus Mozart
- Konstanze, Die Entführung aus dem Serail von Wolfgang Amadeus Mozart
- Adele, Die Fledermaus von Johann Strauss
- Aminta, Die schweigsame Frau von Richard Strauss
- Königin der Nacht, Die Zauberflöte von Wolfgang Amadeus Mozart
- Pamina, Die Zauberflöte von Wolfgang Amadeus Mozart
- Bettina, Don Procopio von Georges Bizet
- Cleopatra, Giulio Cesare von Georg Friedrich Händel
- Ophélie (Ophelia), Hamlet von Ambroise Thomas
- Elisa, Il re pastore von Wolfgang Amadeus Mozart
- La Musica, L’Orfeo von Claudio Monteverdi
- Musetta, La Bohème von Giacomo Puccini
- Marie, La fille du régiment von Gaetano Donizetti
- Amina, La sonnambula von Vincenzo Bellini
- Violetta, La traviata von Giuseppe Verdi
- Lakmé, Lakmé von Léo Delibes
- Barbarina, Le nozze di Figaro von Wolfgang Amadeus Mozart
- Javotte, Le roi l’a dit von Léo Delibes
- Olympia, Les contes d’Hoffmann von Jacques Offenbach
- Hébé/Fatime/Zima, Les Indes galantes von Jean-Philippe Rameau
- Lucia, Lucia di Lammermoor von Gaetano Donizetti
- Manon, Manon von Jules Massenet
- Aspasia, Mitridate, re di Ponto von Wolfgang Amadeus Mozart
- Eurydice, Orphée aux enfers von Jacques Offenbach
- Mélisande, Pelléas et Mélisande von Claude Debussy
- Juliette, Roméo et Juliette von Charles Gounod
- Die Nachtigall (Rossignol), Le rossignol von Igor Strawinsky
- Zaide, Zaide von Wolfgang Amadeus Mozart

## Diskografie

### Alben
| Jahr | Titel                                           | Höchstplatzierung, Gesamtwochen, AuszeichnungChartplatzierungen (Jahr, Titel, Platzierungen, Wochen, Auszeichnungen, Anmerkungen) | Höchstplatzierung, Gesamtwochen, AuszeichnungChartplatzierungen (Jahr, Titel, Platzierungen, Wochen, Auszeichnungen, Anmerkungen) | Anmerkungen                                                                           |
| Jahr | Titel                                           | FR | BEW | Anmerkungen                                                                           |
| ---- | ----------------------------------------------- | --- | --- | ------------------------------------------------------------------------------------- |
| 2000 | Mozart heroines                                 | FR57 (6 Wo.)FR | — |                                                                                       |
| 2002 | Donizetti: Lucie de Lammermoor                  | FR150 (1 Wo.)FR | — | mit Roberto Alagna, Ludovic Tézier & Evelino Pidò                                     |
| 2003 | Airs d’opéras français                          | FR71 (9 Wo.)FR | — | mit Michel Plasson                                                                    |
| 2004 | Amor - Richard Strauss: Opera Scenes & Lieder   | FR92 (11 Wo.)FR | — | mit Antonio Pappano                                                                   |
| 2005 | Handel: Delirio - Le concert d’Astrée           | FR54 (13 Wo.)FR | — | mit Emmanuelle Haïm                                                                   |
| 2006 | Mozart: Mass In C                               | FR102 (6 Wo.)FR | — | mit Véronique Gens, Topi Lehtipuu, Luca Pisaroni, Le Concert d’Astrée & Louis Langrée |
| 2006 | Le miracle d’une voix                           | FR21 (63 Wo.)FR | BEW88 (6 Wo.)BEW |                                                                                       |
| 2007 | Bellini - La Sonnambula                         | FR132 (2 Wo.)FR | — |                                                                                       |
| 2007 | Airs d’opéras italiens                          | FR30 (22 Wo.)FR | — | mit Evelino Pidò                                                                      |
| 2008 | Bach: Cantatas                                  | FR33 (16 Wo.)FR | — | mit Emmanuelle Haïm                                                                   |
| 2009 | Scènes de la folie                              | FR65 (11 Wo.)FR | — |                                                                                       |
| 2011 | Cleopatra - Händel                              | FR32 (6 Wo.)FR | — | mit Emmanuelle Haïm & Le Concert d’Astrée                                             |
| 2011 | Bellini Donizetti Verdi Italian Opera Arias     | FR172 (1 Wo.)FR | — |                                                                                       |
| 2012 | Debussy: Clair de lune                          | FR129 (3 Wo.)FR | — | mit Philippe Cassard, Karine Deshayes, Catherine Michel & Le Jeune Chœur de Paris     |
| 2013 | Entre elle et lui                               | FR7 (21 Wo.)FR | BEW76 (14 Wo.)BEW | mit Michel Legrand                                                                    |
| 2014 | Rio Paris                                       | FR36 (12 Wo.)FR | BEW113 (4 Wo.)BEW | mit Agnès Jaoui, Helena Noguerra & Liat Cohen                                         |
| 2014 | De l’opéra à la chanson                         | FR77 (8 Wo.)FR | — |                                                                                       |
| 2015 | Baroque                                         | FR145 (3 Wo.)FR | — |                                                                                       |
| 2016 | Pictures of America                             | FR56 (6 Wo.)FR | — |                                                                                       |
| 2017 | Michel Legrand: Between Yesterday And Tomorrow  | FR105 (5 Wo.)FR | — |                                                                                       |
| 2019 | Nougaro: Sur l’écran noir de mes nuits blanches | FR54 (8 Wo.)FR | BEW136 (1 Wo.)BEW |                                                                                       |

### Singles
| Jahr | Titel Album             | Höchstplatzierung, Gesamtwochen, AuszeichnungChartplatzierungen (Jahr, Titel, Album, Platzierungen, Wochen, Auszeichnungen, Anmerkungen) | Höchstplatzierung, Gesamtwochen, AuszeichnungChartplatzierungen (Jahr, Titel, Album, Platzierungen, Wochen, Auszeichnungen, Anmerkungen) | Anmerkungen        |
| Jahr | Titel Album             | FR | BEW | Anmerkungen        |
| ---- | ----------------------- | --- | --- | ------------------ |
| 2013 | Les moulins de mon cœur | FR185 (1 Wo.)FR | — | mit Michel Legrand |

## Auszeichnungen
- 1989: Les Voix nouvelles der France Télécom, 2. Preis
- 2007: Laurence Olivier Award für Die Regimentstochter im Royal Opera House, Covent Garden
- 2010: Verleihung des Berufstitels Österreichische Kammersängerin[4]
- 2011: Ritter der Ehrenlegion
- 2015: Ordre des Arts et des Lettres (Komtur)[5]